# Carl Edskog
Carl August Edskog, född den 13 februari 1894 i Götlunda socken, Närke, död den 21 januari 1954 i Stockholm, var en svensk författare och ingenjör. Han var gift med Ebba Edskog.

## Biografi
Fadern var lantbrukare och efter arbete i hemmet blev han verkstadsarbetare. Han bedrev även självstudier, genomgick Tekniska skolan i Stockholm och avlade ingenjörsexamen 1919. 
Edskog medarbetade under flera år i pressen med jakt- och folklivsskildringar. Han debuterade i bokform 1925 med Historier från bygden och sjön. Där skildras folkliv från stad och land i Närke. På senare år skrev han även några ungdomsböcker. Två romaner översattes till norska. 